# Atlingbo socken
Atlingbo socken ingick i Gotlands södra härad, ingår sedan 1971 i Gotlands kommun och motsvarar från 2016 Atlingbo distrikt.
Socknens areal är 14,67 kvadratkilometer, varav 14,65 land. År 2020 fanns här 119 invånare. Sockenkyrkan Atlingbo kyrka ligger i socknen. 

## Administrativ historik
Atlingbo socken har medeltida ursprung. Socknen tillhörde Stenkumla ting som i sin tur ingick i Hejde setting i Medeltredingen.
Vid kommunreformen 1862 övergick socknens ansvar för de kyrkliga frågorna till Atlingbo församling och för de borgerliga frågorna bildades Atlingbo landskommun. Landskommunen inkorporerades 1952 i Stenkumla landskommun och ingår sedan 1971 i Gotlands kommun Församlingen uppgick 2006 i Vall, Hogrän och Atlingbo församling.
1 januari 2016 inrättades distriktet Atlingbo, med samma omfattning som församlingen hade 1999/2000.  
Socknen har tillhört samma fögderier och domsagor som Gotlands södra härad. De indelta båtsmännen tillhörde Gotlands andra båtsmanskompani.

## Geografi
Atlingbo socken ligger sydost om Visby på Gotlands inland. Socknen består av uppodlad mark i sydost, på markerna av den utdikade Store myr.
Gotlands folkhögskola startade här 1876.

### Gårdsnamn
Atlings Lilla, Björke Lilla, Friggars, Isums, Kallarve, Kyrklasse, Källgårds, Myrände, Nygårds, Prästgården, Resarve, Rindarve, Rundarve, Suderbys.

## Fornlämningar
Från järnåldern finns gravfält, stensträngar och sliprännestenar. Två runristningar finns här, och en vikingatida silverskatt har påträffats.

## Namnet
Namnet (1300-talets mitt Atlinga bo) anses innehålla attlingar, 'ättlingar till Atle' med efterleden bo, 'bygd'.

## Befolkningsutveckling
| Befolkningsutvecklingen i Atlingbo socken 1750–2020 | Befolkningsutvecklingen i Atlingbo socken 1750–2020 | Befolkningsutvecklingen i Atlingbo socken 1750–2020 | Befolkningsutvecklingen i Atlingbo socken 1750–2020 | Befolkningsutvecklingen i Atlingbo socken 1750–2020 |
| --- | --------------------------------------------------- | --------------------------------------------------- | --------------------------------------------------- | --------------------------------------------------- |
| |                                                     |                                                     |                                                     |                                                     |
| År |                                                     |                                                     | Folkmängd                                           |                                                     |
| 1750 | 1750                                                |                                                     | 143                                                 |                                                     |
| 1760 | 1760                                                |                                                     | 153                                                 |                                                     |
| 1769 | 1769                                                |                                                     | 178                                                 |                                                     |
| 1780 | 1780                                                |                                                     | 172                                                 |                                                     |
| 1790 | 1790                                                |                                                     | 151                                                 |                                                     |
| 1800 | 1800                                                |                                                     | 169                                                 |                                                     |
| 1810 | 1810                                                |                                                     | 211                                                 |                                                     |
| 1820 | 1820                                                |                                                     | 181                                                 |                                                     |
| 1830 | 1830                                                |                                                     | 186                                                 |                                                     |
| 1840 | 1840                                                |                                                     | 196                                                 |                                                     |
| 1850 | 1850                                                |                                                     | 238                                                 |                                                     |
| 1860 | 1860                                                |                                                     | 253                                                 |                                                     |
| 1870 | 1870                                                |                                                     | 264                                                 |                                                     |
| 1880 | 1880                                                |                                                     | 275                                                 |                                                     |
| 1890 | 1890                                                |                                                     | 215                                                 |                                                     |
| 1900 | 1900                                                |                                                     | 216                                                 |                                                     |
| 1910 | 1910                                                |                                                     | 239                                                 |                                                     |
| 1920 | 1920                                                |                                                     | 243                                                 |                                                     |
| 1930 | 1930                                                |                                                     | 246                                                 |                                                     |
| 1940 | 1940                                                |                                                     | 233                                                 |                                                     |
| 1950 | 1950                                                |                                                     | 221                                                 |                                                     |
| 1960 | 1960                                                |                                                     | 196                                                 |                                                     |
| 1970 | 1970                                                |                                                     | 173                                                 |                                                     |
| 1980 | 1980                                                |                                                     | 151                                                 |                                                     |
| 1990 | 1990                                                |                                                     | 151                                                 |                                                     |
| 2000 | 2000                                                |                                                     | 153                                                 |                                                     |
| 2010 | 2010                                                |                                                     | 133                                                 |                                                     |
| 2020 | 2020                                                |                                                     | 119                                                 |                                                     |
| Anm: Källor: Umeå universitet - Tabellverket 1749-1859, Demografiska databasen, CEDAR, Umeå universitet, Befolkningsutvecklingen i Gotlands socknar 2000 - 2010, Folkmängden per distrikt, landskap, landsdel eller riket efter kön. År 2015 - 2022. |                                                     |                                                     |                                                     |                                                     |

### Fotnoter
1. 1 2  Svensk Uppslagsbok andra upplagan 1947–1955: Atlingbo socken
2. ↑  ”Folkmängden per distrikt, landskap, landsdel eller riket efter kön. År 2015 - 2022”. Statistikdatabasen. Statistiska centralbyrån. http://www.statistikdatabasen.scb.se/pxweb/sv/ssd/START__BE__BE0101__BE0101A/FolkmangdDistrikt/. Läst 23 april 2023.
3. ↑  Harlén, Hans; Harlén Eivy (2003). Sverige från A till Ö: geografisk-historisk uppslagsbok. Stockholm: Kommentus. Libris 9337075. ISBN 91-7345-139-8
4. ↑  ”Församlingar”. Statistiska centralbyrån. https://www.scb.se/hitta-statistik/regional-statistik-och-kartor/regionala-indelningar/forsamlingar/. Läst 30 december 2022.
5. ↑  Administrativ historik för Atlingbo socken (Klicka på församlingsposten). Källa: Nationella arkivdatabasen, Riksarkivet.
6. ↑  Om Gotlands båtsmanskompani
7. 1 2  Sjögren, Otto (1931). Sverige geografisk beskrivning del 2 Östergötlands, Jönköpings, Kronobergs, Kalmar och Gotlands län. Stockholm: Wahlström & Widstrand. Libris 9939
8. 1 2 3  Nationalencyklopedin
9. ↑  Förteckning över slipskåror
10. ↑  Fornlämningar, Statens historiska museum: Atlingbo socken
11. ↑  Fornminnesregistret, Riksantikvarieämbetet: Atlingbo socken Fornminnen i socknen erhålls på kartan genom att skriva in sockennamn (utan "socken") i "Ange geografiskt område"
12. ↑  Mats Wahlberg, red (2003). Svenskt ortnamnslexikon. Uppsala: Institutet för språk och folkminnen. Libris 8998039. ISBN 91-7229-020-X. https://isof.diva-portal.org/smash/get/diva2:1175717/FULLTEXT02.pdf